# بخش ناریمانوفسکی
بخش ناریمانوفسکی (به لاتین: Narimanovsky District) یک منطقهٔ مسکونی در روسیه است که در استان آستراخان واقع شده‌است.